# Trouskavets
Trouskavets (en ukrainien : Трускавець ; en russe : Трускавец ; en polonais : Truskawiec) est une ville et une station thermale du raïon de Drohobytch dans l'oblast de Lviv, en Ukraine. Sa population s'élevait à 34 000 habitants en 2024.

## Géographie
Trouskavets est située à 72 km au sud-ouest de Lviv.

## Histoire
La première mention écrite de Trouskavets remonte à l'année 1469. L'origine du nom Trouskavets divise les historiens. Certains pensent que « Truskavets » est une forme modifiée du mot polonais truskawka, signifiant « fraise ». Mais la fraise n'est connue qu'à partir de 1712 en Europe, où elle fut apportée du Chili par un officier français, Amédée François Frézier. D'autres pensent que le nom de la ville est d'origine lituanienne et lié à des activités commerciales, à une époque où les relations étaient étroites entre la principauté de Halych-Volhynie et le grand-duché de Lituanie. Trouskavets fut rattachée à l'empire d'Autriche en 1772, à l'occasion de la première partition de la Pologne. Au XIXe siècle, Trouskavets devint une petite station thermale, après la construction d'un premier bain en 1827, puis d'hôtels et de nouvelles maisons. La station thermale se développa à partir de 1911 et reçut cinq mille visiteurs en 1913.
Pendant la Première Guerre mondiale, Trouskavets fut occupée par l'armée russe, mais elle fut rattachée à la Pologne après la guerre. Dans l'entre-deux-guerres, Truskawiec était une station thermale polonaise très en vogue. Jozef Pilsudski par exemple y séjourna. C'est là que le 29 août 1931 un homme politique et diplomate polonais, Tadeusz Holowko, fut assassiné par deux membres de l'Organisation des nationalistes ukrainiens (OUN), Wasyl Biłas et Dmytro Danyłyszyn. L'assassinat puis le procès, à l'issue duquel les deux accusés furent condamnés à mort, eurent un grand retentissement à l'époque en Pologne et en Europe. L'événement poussa le gouvernement polonais à déclencher une vigoureuse répression du nationalisme ukrainien dans le sud-est du pays.
Depuis l'indépendance de l'Ukraine, en 1991, Trouskavets est la principale station thermale d'Ukraine. Elle est située dans une vallée pittoresque au pied des Carpates et d'un accès facile depuis Lviv par la route ou le train. La ville compte quatorze sources minérale, dont les plus connues se nomment Naftoussia, Maria, Sofia et Youssa. Les eaux sont réputées pour soigner le diabète et les affections rénales. La plupart des touristes qui séjournent à Trouskavets sont ukrainiens ou russes. En 2000, une zone économique spéciale a été établie à Trouskavets pour une durée de vingt ans. Connue sous le nom de « Kourortopolis Trouskavets », la ZES offre diverses exemptions d'impôts pour les investisseurs. La plupart des investissements concernent le secteur de la santé.

## Population
Recensements (*) ou estimations de la population :
| 1939* | 1959* | 1970*  | 1979*  | 1989*  |
| ----- | ----- | ------ | ------ | ------ |
| 3 400 | 8 482 | 18 392 | 26 308 | 32 825 |

| 2001*  | 2010   | 2011   | 2012   | 2013   |
| ------ | ------ | ------ | ------ | ------ |
| 31 037 | 29 797 | 29 729 | 29 623 | 29 516 |

## Culture et lieux culturels

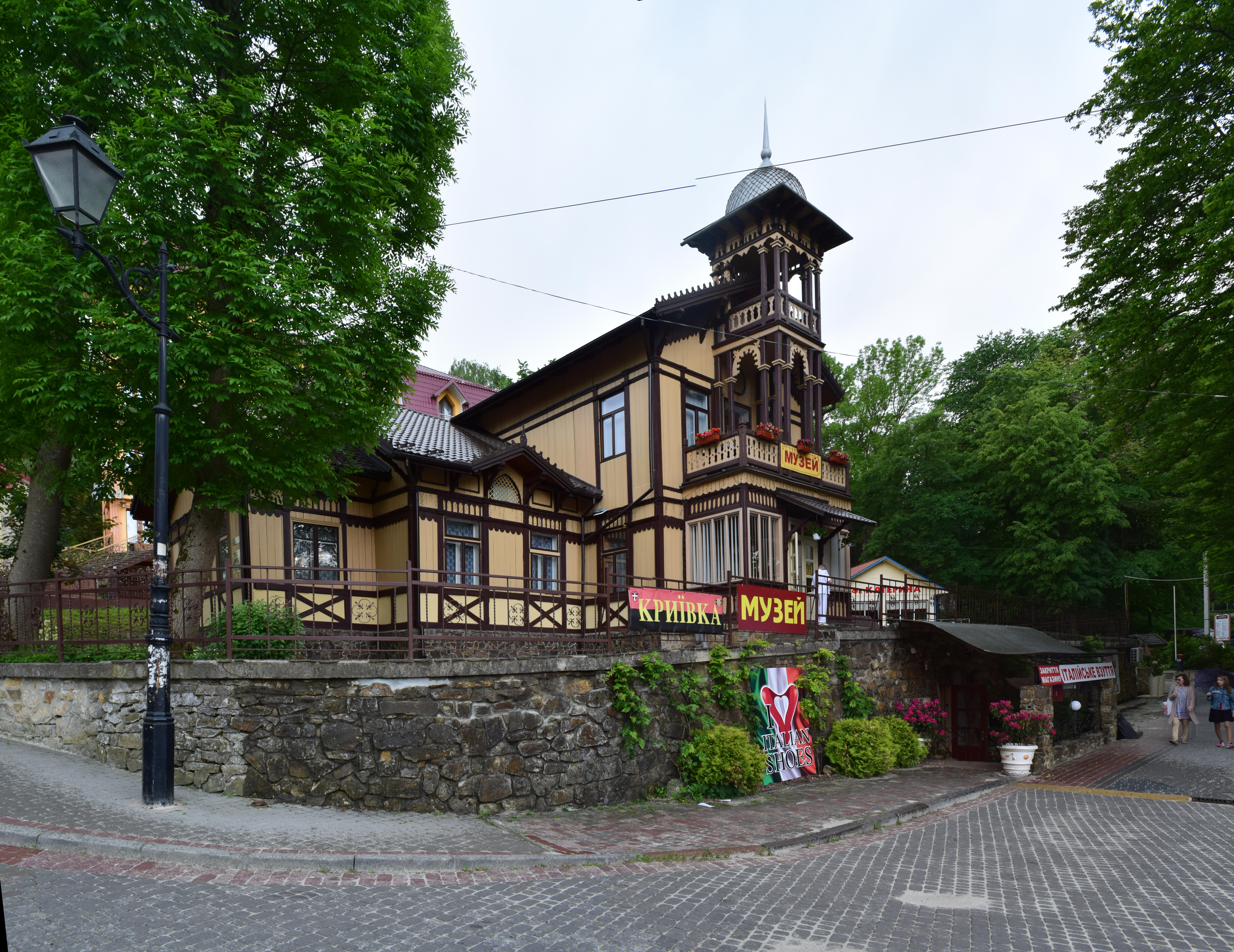
Le musée d'histoire dans la villa sirius classé[3],
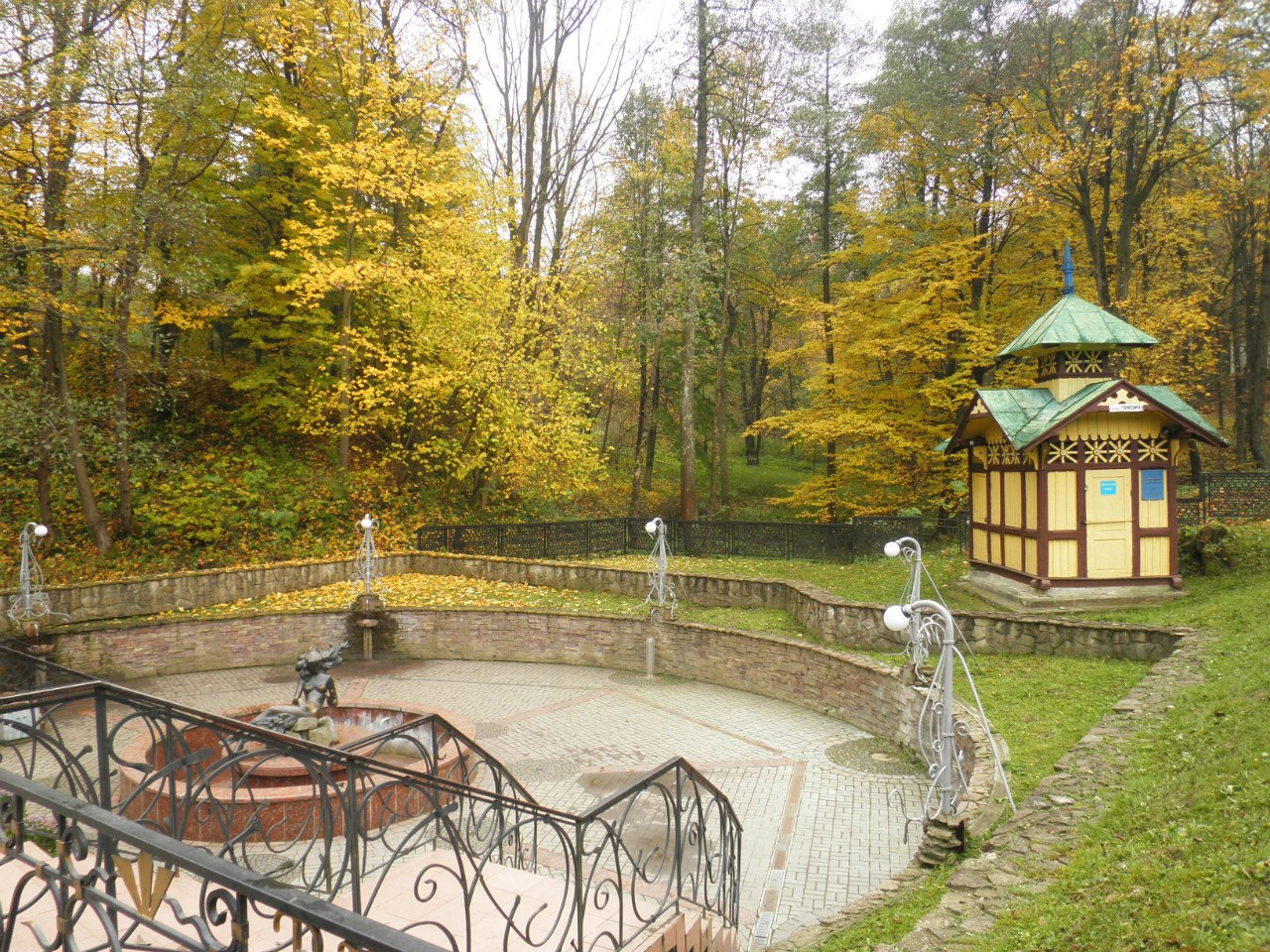
le parc classé[4],
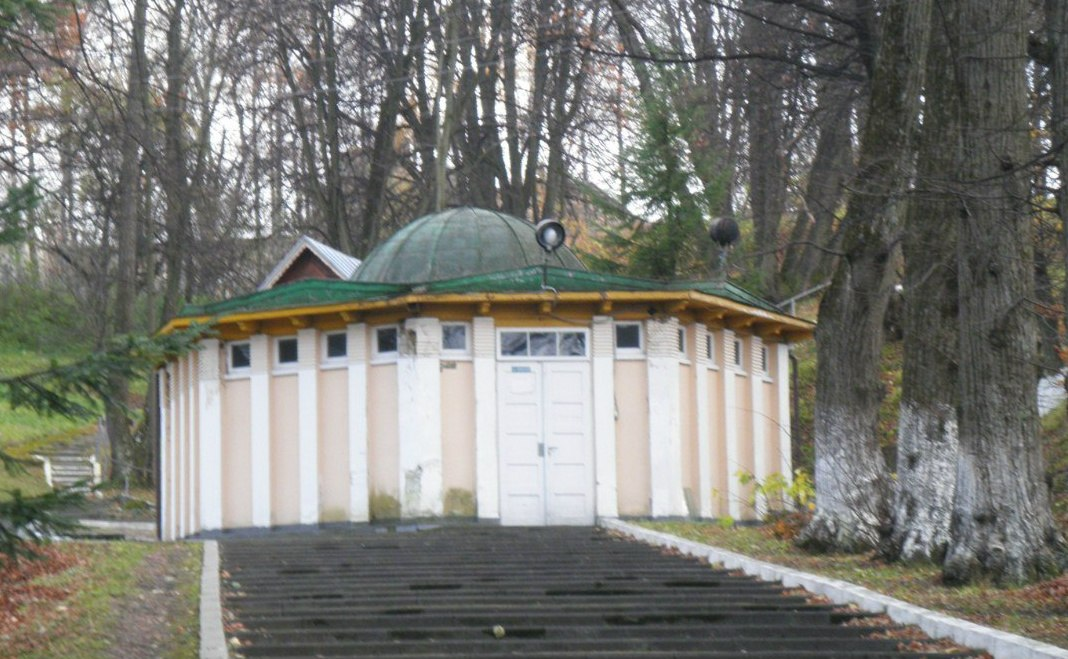
la source N°1 classé[5],
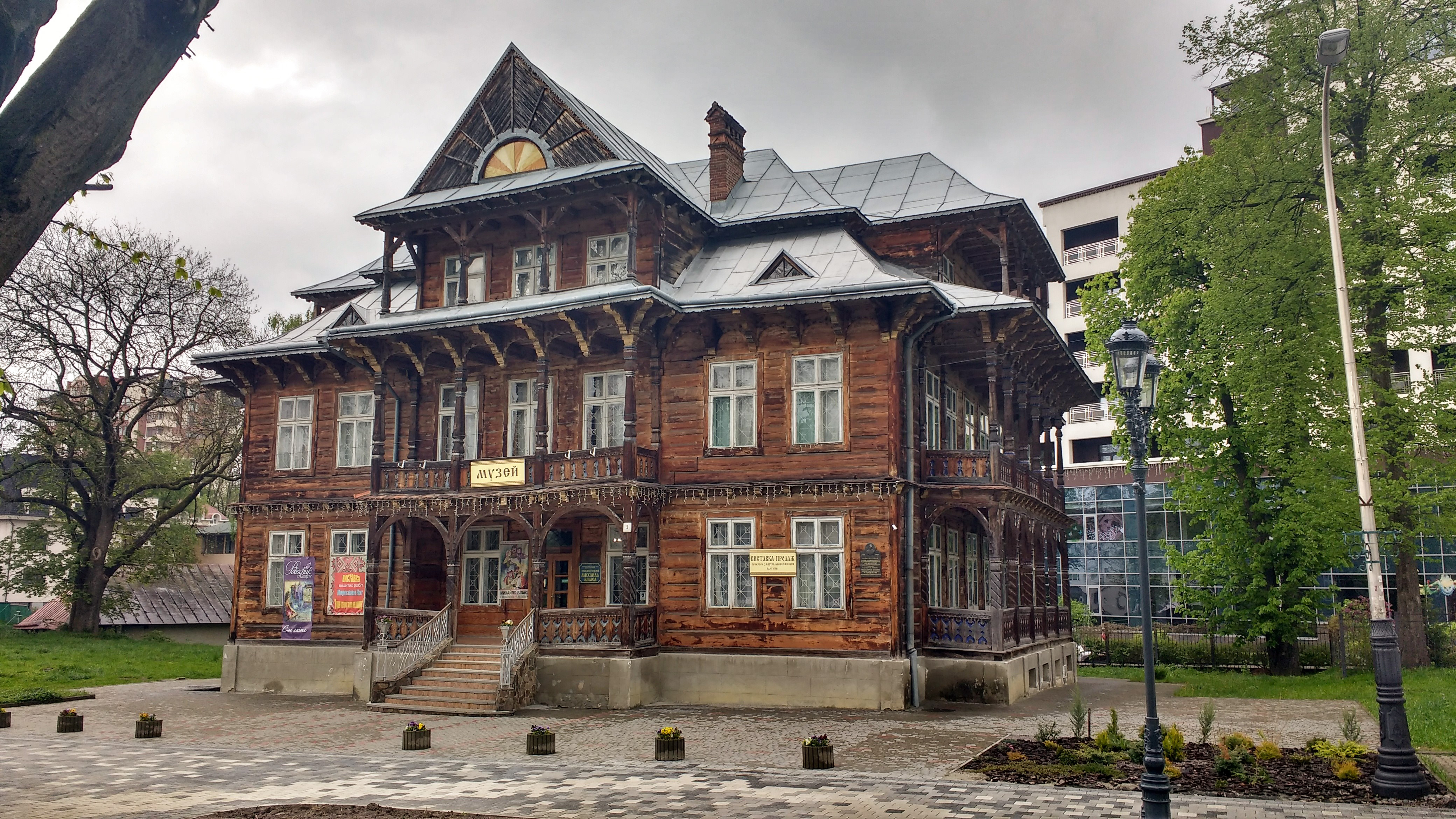
la villa Goplana classée[6].